# Lazizbek Mullojonov
Lazizbek Mullojonov (født 1999) er en bokser fra Usbekistan.
Han repræsenterede Usbekistan under sommer-OL 2024 i Paris, hvor han vandt guld.